# Nguyễn Ngọc Loan
Dans ce nom vietnamien, le nom de famille, Nguyễn, précède le nom personnel Ngọc Loan.
Nguyễn Ngọc Loan, né le 11 décembre 1930 à Hué, Viêt Nam, et mort le 14 juillet 1998 à Burke en Virginie aux États-Unis, est un militaire, chef de la police nationale de la République du Viêt Nam, connu pour avoir procédé à l'exécution sommaire d’un insurgé du Front national de libération du Sud Viêt Nam (FNLSVN), Nguyễn Văn Lém, à Saïgon.

## Jeunesse et carrière
Nguyen Ngoc Loan est l'un des onze enfants d'un ingénieur en mécanique prospère. Il est diplômé de l'université de Huê. Reconnu comme l'un des meilleurs de sa classe, il reçoit une formation dans l’armée française au Viêt Nam, puis à Salon-de-Provence, en métropole, avant de revenir au Viêt Nam et de poursuivre une carrière de pilote de ligne dans la force aérienne sud-vietnamienne. L'un de ses meilleurs amis et copilote, Nguyen Cao Ky, nommé en 1965 premier ministre sud-vietnamien, lui donne le poste de chef de la police de Saigon.
Le 12 mars 1966, les bouddhistes de Hué commencent à manifester, en exigeant que des élections afin de donner au pays un gouvernement civil. La manifestation se transforme ensuite en une violente révolte qui s'étend vers le sud, le long des villes côtières. Le général Nguyen Chanh Thi s’unit aux insurgés. Le premier ministre du Sud Viêt Nam, Ky, accepte dans un premier temps de démissionner et Thích Trí Quang, bonze très écouté, invite ses partisans à cesser les émeutes. Mais Ky changea plus tard d'avis et envoya Loan à Đà Nẵng, lequel a ratissé la ville de Huê avec des chars, tuant plusieurs centaines de soldats rebelles et plus d'une centaine de civils.

## L’exécution photographiée
C’est un épisode de la guerre du Viêt Nam, lors de l'offensive du Tết, qui lui fit acquérir une renommée mondiale.

### Le contexte
Lors de cette offensive, à travers la ville, de petits groupes FNLSVN s’éparpillent pour attaquer les officiers, les casernes de conscrits, les maisons des officiers de l’armée sud-vietnamienne et les stations de police des districts. Dotés de « listes noires » d’officiers militaires et de fonctionnaires, ils ont procédé à une série de meurtres[réf. nécessaire].

### L’exécution sommaire
Le 1er février 1968, durant ce ratissage, Loan captura Nguyễn Văn Lém, un membre du FNLSVN accusé d'avoir assassiné entre sept et trente-quatre officiers et membres de familles d'officiers de la Police Nationale Sud-Vietnamienne. Puis, devant des journalistes, il s’avança vers le prisonnier qui avait les mains liées derrière le dos, et d’un geste assuré, le tua d’une seule balle dans la tempe droite.
Selon Vo Suu, un cadreur de la NBC qui a assisté à la scène, Loan a ensuite déclaré : « Ces types tuent beaucoup des nôtres, et je pense que Bouddha me pardonnera. » (des personnes non présentes donneront des versions divergentes).

### La photographie et son impact

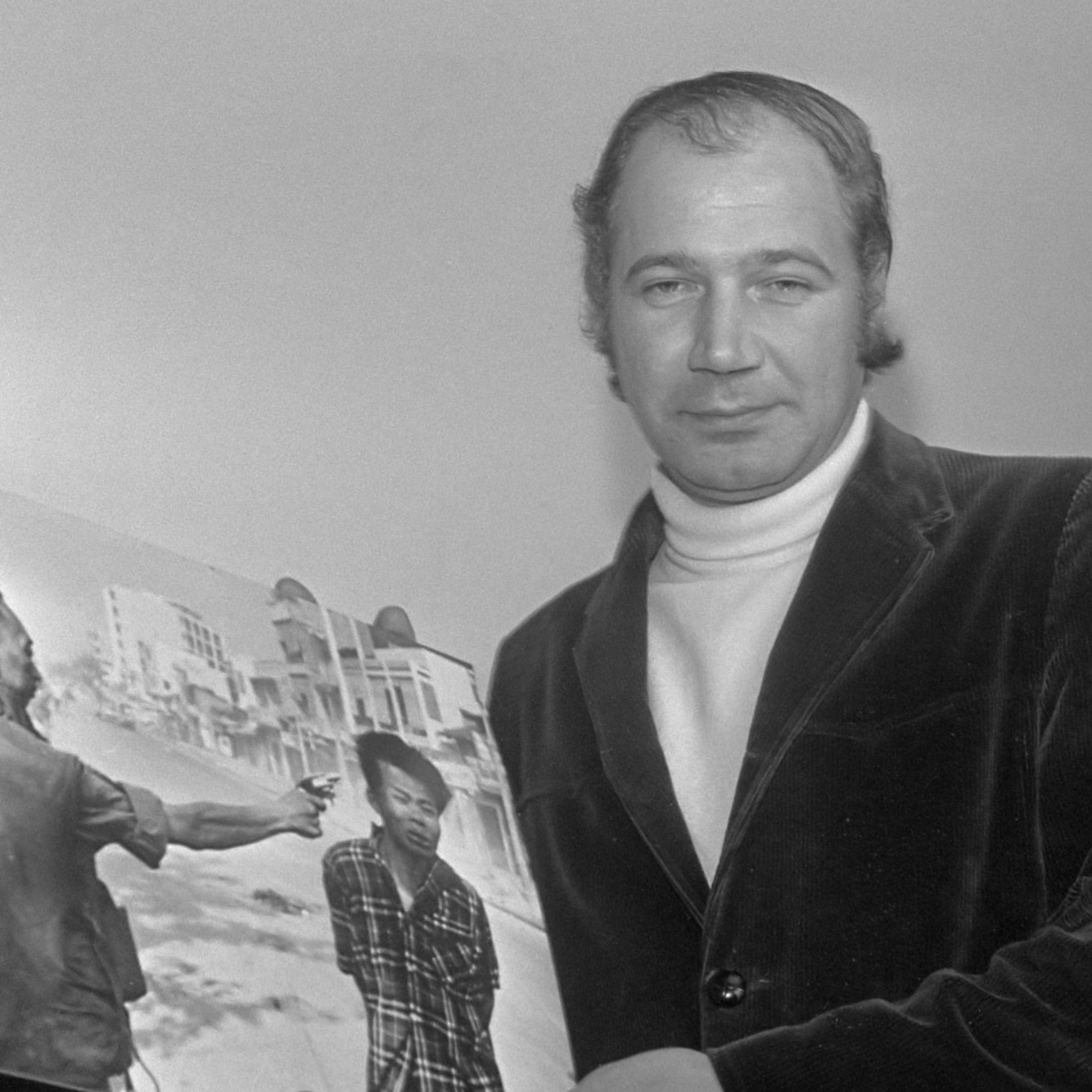
Eddie Adams tenant la photographie de l'exécution de Nguyễn Văn Lém par Nguyễn Ngọc Loan.

La scène se déroula devant des journalistes, dont un cadreur NBC, Vo Suu, et un photographe d'Associated Press, Eddie Adams. La photo prise par ce dernier contribua fortement à faire changer l’opinion publique américaine sur l'intervention militaire de leur pays au Vietnam. En effet, la diffusion du film à la télévision et la publication de la photographie d'Adams en une des journaux du monde entier créèrent un sentiment de dégoût face à un acte de sauvagerie considéré comme emblématique d'une guerre déjà très controversée.
Quelques jours après l’incident, face à la vive réaction internationale, Ky avança que le militaire était un très haut dignitaire politique et non un membre du FNLSVN. La veuve de Nguyễn Văn Lém, la victime, confirma cependant que son mari était un membre du FNLSVN et qu'elle ne l’a jamais revu après que l'offensive du Tết a commencé. Loan affirma pour sa part que le prisonnier avait été le capitaine d'un groupe qui avait tué la famille d'un de ses commandants adjoints, et qu’il avait agi sur ordre.
Particulièrement puissante, la photographie d’Eddie Adams fige un instant d'horreur de la guerre. Prise juste après que la détente a été pressée, la photo montre le prisonnier, non identifié et vêtu d’un short noir et d’une chemise à carreaux, les cheveux encore ébouriffés à la suite des affrontements, les sourcils froncés, une grimace tordant son visage, à l'instant même où la balle traverse son cerveau - mais avant qu’il tombe. Un examen attentif de la photo a même montré que du sang sort déjà de la tête du prisonnier. La très grande qualité de la photo distingua le photographe Eddie Adams du prix Pulitzer en 1969.
Eddie Adams regretta pour sa part d'avoir pris la photographie et exprima sa tristesse à de multiples reprises. Il présenta ses excuses en personne à Loan et à sa famille pour les dégâts causés à sa réputation. Après la mort de Loan, il s’exprima ainsi : « Ce type était un héros. L’Amérique devrait le pleurer. Je déteste l’idée de le voir partir de cette manière, sans que personne sache rien de lui. »
Malgré l’impact émotionnel de la photographie, l'épisode a eu peu d'influence immédiate sur l'implication des États-Unis dans la guerre, qui s'achève sept ans plus tard, en 1975. En 1972, une autre photographie créa une nouvelle série de réactions antiguerre : celle d'une fillette de 9 ans, Phan Thị Kim Phúc, criant alors qu'elle courait nue sur une route après avoir été brûlée dans une attaque aérienne par un A-1 Skyraider de l'armée de l'air sud-vietnamienne au napalm au Sud-Vietnam .

### Contrariété au droit international et absence de procès
De multiples textes juridiques peuvent être concernés par l'acte : la question n’est pas de savoir si l’acte est contraire aux droits de l’homme et au droit international public ou non, mais sur quel fondement l’est-il. Trois fondements principaux ont été avancés : les conventions de Genève de 1949 sur le traitement des prisonniers de guerre, la Déclaration universelle des droits de l'homme et le crime de guerre.
Concernant les conventions de Genève qui ne concernent pas les civils, la discussion porte ici sur le point de savoir si Lém était un prisonnier de guerre au sens de ces conventions. Ceux qui répondent négativement allèguent qu'il n’était pas vêtu d'un uniforme et qu’il n’était en train de combattre des soldats ennemis au moment de sa capture (même si ce n’est pas une information vérifiée) ; il serait alors un guérillero, ce qui dans tous les cas n’autorise pas la mort sans procès des prisonniers.
Le droit au procès avant toute condamnation est prévu par l’article 11 de la Déclaration universelle des droits de l’homme, mais celle-ci n’est pas applicable directement par les tribunaux.
Il s’agit assurément d’un crime de guerre. En effet, ce crime vise entre autres les assassinats de civils et / ou de militaires en temps de guerre : la discussion pour les conventions de Genève perd ici son objet. Mais la difficulté est de punir un crime de guerre. Ils ne le sont en effet que dans des circonstances spécifiques (mise en place d’un tribunal spécifique par le vainqueur de la guerre, adoption d’une disposition dans les lois nationales, récemment création d'un tribunal international permanent…). Il aurait difficilement pu être jugé aux États-Unis, puisqu’il s’agissait d’un crime commis par un Vietnamien, sur un Vietnamien, au Vietnam : l’affaire n’avait a priori rien à voir avec les tribunaux américains. Il aurait pu être jugé au Viêt Nam, mais il aurait fallu que les États-Unis lui retirent leur protection et l'extradent.
Lorsque Loan a été sévèrement blessé, trois mois après l’exécution sommaire, il a été soigné dans un hôpital militaire à Washington, ce qui a été dénoncé à de multiples reprises par des membres du Congrès. Quand sa présence sur le sol américain a été connue après son retour aux États-Unis après la guerre, il y eut un mouvement visant à l’extrader afin qu’il soit jugé au Viêt Nam pour crime de guerre, mais ce mouvement ne fut jamais suivi d'effet.

## Vie après l'exécution
La photographie n'a pas eu d'impact direct sur Loan et n’a notamment pas provoqué de changement dans sa carrière militaire. Après avoir été blessé au combat et amputé d'une jambe aux États-Unis, il change d’activité et s’occupe notamment d’un orphelinat.
À la chute de Saïgon, les États-Unis ne le rapatrient pas malgré sa demande, car il avait entre autres manqué à défendre les intérêts américains lors de l’offensive du Tết, en déplaçant ses troupes et en laissant l’ambassade américaine en péril. Francophone, il se tournera vers la France, qui refusera de lui donner un statut de réfugié politique vu son impact médiatique. Il avait aussi privilégié les intérêts du Sud-Viêt Nam et tenu tête aux Américains dans une série d’autres situations. Il réussit cependant à s’enfuir. Il se réfugie en Virginie et ouvre une pizzeria, commerce qu'il vend après que son passé a ressurgi en 1991, quand un client écrit sur une porte du restaurant : « Nous savons qui vous êtes », et que ses affaires ont périclité.
Loan meurt d'un cancer le 14 juillet 1998, à Burke, ville de Virginie, une banlieue de Washington D.C. Il était marié à Chin Mai, avec qui il a eu cinq enfants.